# Monanthes wildpretii
Espèce
Statut de conservation UICN

 CR B2ab(iii) : 
En danger critique
Monanthes wildpretii est une espèce de plantes de la famille des Crassulaceae  et du genre des Monanthes. Elle est endémique de Tenerife, une des îles Canaries.